# Navarin

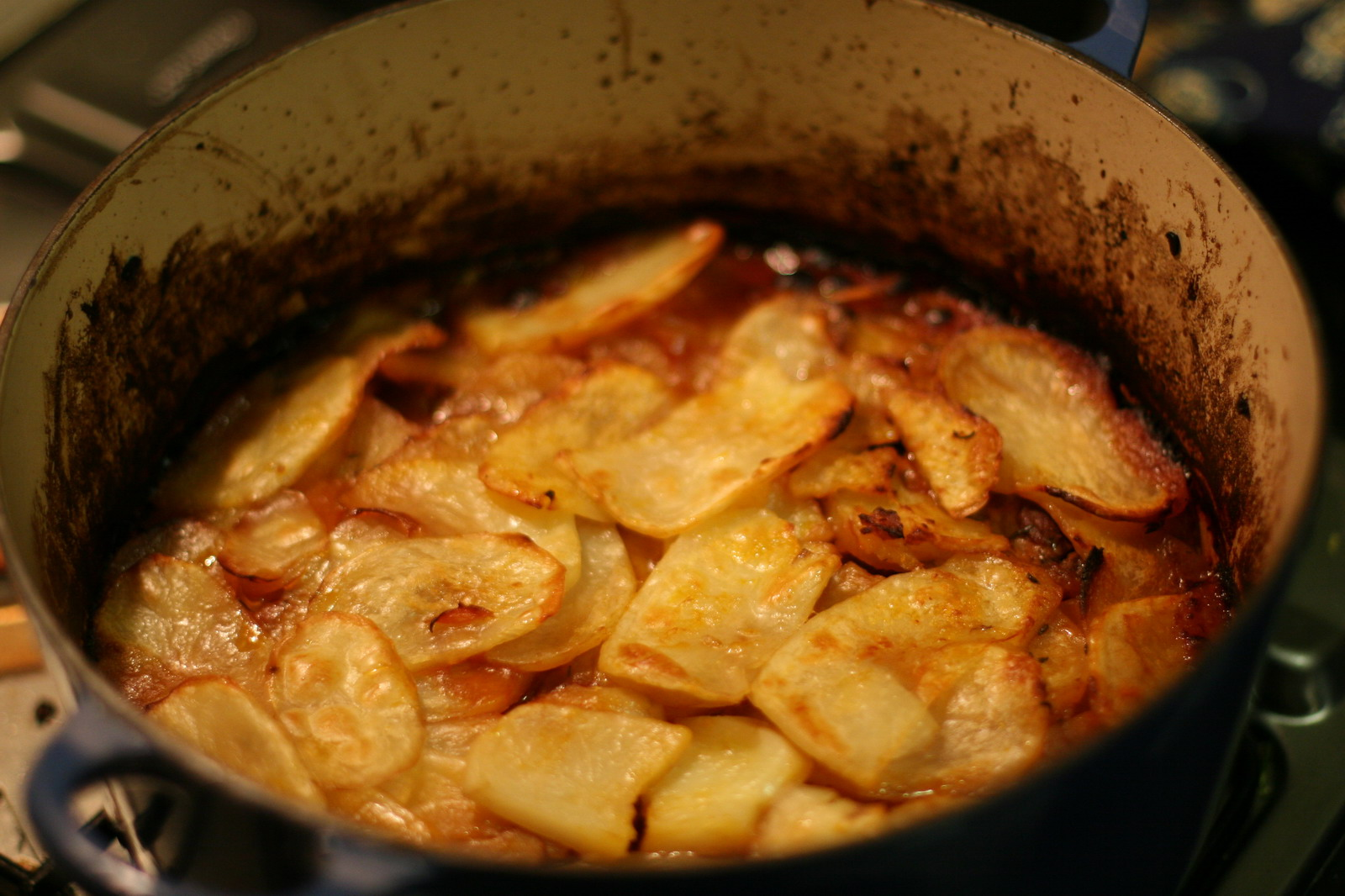
Navarin de cordero recién sacado del horno.

El navarin es un ragoût (estofado francés) de cordero guisado con varias hortalizas como zanahorias, nabos y patatas. Tradicionalmente es un plato típico de primavera, por lo que se le llama a menudo navarin printanier (navarin de primavera).
Aunque se ha sugerido que el nombre navarin está relacionado con la Batalla de Navarino de 1827, es más probable que se refiera a la inclusión en la receta tradicional de nabos, navet en francés.